# Gibereliny

Struktura kwasu giberelinowego

Gibereliny (GA1-GAn) – związki będące zarówno właściwymi fitohormonami, jak i produktami ich przemian, zaliczane często do regulatorów wzrostu i rozwoju roślin. Gibereliny należące do fitohormonów regulują wzrost i dojrzewanie roślin. Najbardziej rozpowszechnioną gibereliną jest kwas giberelinowy (GA3).

## Biosynteza giberelin

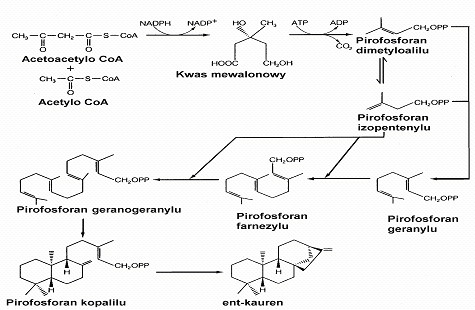
Biosynteza giberelin od kwasu mewalonowego do ent–kaurenu

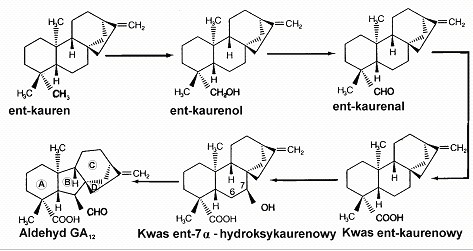
Biosynteza giberelin od ent–kaurenu do aldehydu gibereliny GA_{12}

Jako diterpeny, gibereliny są syntetyzowane w początkowych etapach z acetylo-CoA z powstaniem kwasu mewalonowego, z którego po odłączeniu cząsteczki H
2O i CO
2 oraz przyłączeniu dwóch reszt ortofosforanowych powstaje pirofosforan izopentenylu mogący przechodzić w pirofosforan dimetyloalilu. Z połączenia obu tych związków powstaje pirofosforan geranylu łączący się z pirofosforanem izopentenylu. W wyniku tej reakcji powstaje pirofosforan farnezylu. Po kolejnym przyłączeniu pirofosforanu izopentenylu powstaje pirofosforan geranogeranylu. Następuje zamknięcie pierścienia A i B. Powstaje pirofosforan kopalilu, a w wyniku zamknięcia pierścieni C i D powstaje ent-kauren. Grupa metylowa w pozycji 19 zostaje utleniona do grupy karboksylowej. Pierścień B zostaje przekształcony z sześciowęglowego do pierścienia pięciowęglowego. Efektem przekształcenia jest aldehyd gibereliny GA12. Związek ten jest wspólnym i bezpośrednim prekursorem dla wszystkich giberelin. Zarówno syntaza pirofosforanu kopalilu, jak i syntaza ent-kaurenu zawiera na N-końcu sekwencję aminokwasów charakterystyczną dla białek przenoszonych do plastydów, gdzie jak się wydaje zachodzi synteza ent-kaurenu. Potwierdzają to obserwacje syntezy ent-kaurenu u trzech gatunków roślin. Lipofilny prekursor aldehydu gibereliny GA12 jest przekształcany przez enzymy mikrosomalne. Aldehyd gibereliny GA12 jest poddawany przekształceniom w wyniku których powstają poszczególne gibereliny. Można wyróżnić dwie drogi dalszych przekształceń. Jedna z nich, przez odłączenie cząsteczki CO
2, prowadzi do powstania giberelin o 19 atomach węgla, druga wiąże się jedynie z podstawianiem nowych grup bez zmian w szkielecie węglowym. Znane są trzy drogi syntezy giberelin o szkielecie 19-węglowym. Pierwsza z nich zaczyna się od przyłączenia grupy OH w pozycji 3β, druga zaczyna się przyłączeniem grupy OH w pozycji 13, trzecia polega na utlenieniu aldehydu gibereliny GA12 do gibereliny GA12. Od każdego powstałego w ten sposób związku w wyniku dalszych przemian może być oderwane cząsteczka CO
2. Przemiany giberelin mogą polegać na podstawieniu grupy OH w pozycji 2β, 12α, 12β lub 15β, dehydrogenacji w pozycji 9, 11 lub utworzenie połączenia między dziewiątym a piętnastym węglem. W toku dalszych przemian powstają kolejne gibereliny. Jednym z możliwych etapów jest powstanie γ laktonu. Zmiany, którym podlegają gibereliny są charakterystyczne dla poszczególnych gatunków roślin. W efekcie wielu przemian powstają kolejne gibereliny ulegające następnie przekształcaniu do form nieaktywnych.
W roślinie jest wiele miejsc, w których odbywa się synteza giberelin. Miejsca te zostały poznane przez zastępowanie usuwanych organów hormonem podawanym z zewnątrz. Innym sposobem badania występowania i syntezy giberelin jest wykorzystanie roślin karłowatych z zablokowaną zdolnością biosyntezy giberelin. Do organów produkujących gibereliny należą części wierzchołkowe korzeni, najmłodsze liście, węzły traw, pędy roślin dwuliściennych, części kwiatów (pręciki), rozwijające się nasiona, a w szczególności bielmo i liścienie, skąd gibereliny są transportowane do zawiązku pędu i do owocu. W kiełkujących ziarnach zbóż, pierwszym źródłem giberelin jest tarczka, a następnie oś zarodka.

## Działanie giberelin

### Stymulacja trawienia bielma w ziarnach zbóż
Najlepiej poznanym efektem działania giberelin jest stymulacja produkcji α-amylazy w nasionach zbóż. W wyjaśnieniu przyspieszania kiełkowania zbóż przez gibereliny pomocna była wiedza o tym, że z warstwy aleuronowej wydzielane są enzymy degradujące skrobię tylko w obecności zarodka. Zarodek może być zastąpiony przez podanie kwasu giberelinowego. To właśnie gibereliny wydzielane przez zarodek stymulują trawienie bielma. Dalsze badania wykazały, że giberelina zwiększa poziom mRNA dla α-amylazy przez stymulację transkrypcji. Przypuszcza się, że w stymulacji transkrypcji przez gibereliny uczestniczą białka związane z DNA.

### Wpływ na wzrost wydłużeniowy
Innym znanym efektem działania giberelin jest wpływ na wzrost wydłużeniowy pędu. Mechanizm działania giberelin w tym przypadku polega zapewne na zwiększaniu plastyczności ścian komórkowych. Sądzi się, że gibereliny poprzez hamowanie aktywności peroksydaz zapobiegają reakcjom, które powodują usztywnianie ścian komórkowych. Usztywnianie to następuje w wyniku wbudowania komponentów fenolowych w ścianę komórkową, takich jak np. kwas ferulowy. Kwas giberelinowy stymuluje poziom mRNA enzymu β-1-3-glukanazy, hydrolizującego jeden z głównych polisacharydów ściany komórkowej bielma jęczmienia. Możliwe jest również indukowanie wzrostu przez zmianę poziomu wapnia w tkance. Jony Ca2+
 hamują wzrost hipokotyli sałaty a zjawisko to może być odwrócone przez giberelinę.

### Udział w wychodzeniu nasion ze stanu spoczynku
Gibereliny biorą również udział w procesie wychodzenia nasion ze stanu spoczynku. Ustępowanie stanu głębokiego spoczynku podczas stratyfikacji w niskiej temperaturze przebiega w końcowym etapie równocześnie ze zwiększeniem się poziomu giberelin uwalnianych zarówno z form związanych, jak i pochodzących z biosyntezy. Aktywny udział giberelin w tym procesie został potwierdzony przez ich podawanie egzogennie.

### Udział w procesie rozmnażania roślin
W kwiatach gdzie głównym źródłem giberelin są pręciki, hormon ten zapewnia żywotność pyłku, a nawet, po zapłodnieniu żywotność zygoty. Gwałtowny wzrost łagiewki pyłkowej, jak również zapłodnienie jest pod kontrolą giberelin.
Gibereliny wpływają również na płeć kwiatów, szczególnie roślin rozdzielnopłciowych. Wysoki poziom giberelin w tkankach lub dostarczenie ich z zewnątrz sprzyja tworzeniu się kwiatów męskich, czemu towarzyszy zwykle intensywny wzrost wegetatywny. Roślinami u których obserwowano takie działanie giberelin są: morwa, topola, klon oraz ogórek.
U roślin które występują w formie juwenilnej i dojrzałej (często mają one różny kształt liści) mogą się one przekształcać jedna w drugą pod wpływem giberelin zależnie od gatunku rośliny. U Hedera helix GA3 może powodować powrót formy dojrzałej do juwenilnej, zaś wiele drzew szpilkowych przechodzi w fazę generatywną po podaniu niepolarnych giberelin takich jak GA4+GA7.

### Udział w indukcji kwitnienia
Gibereliny biorą również udział w indukowaniu kwitnienia roślin. Mogą one zastępować działanie światła lub niskiej temperatury u roślin wymagających dla kwitnienia długiego dnia lub chłodzenia. Podczas indukcji kwitnienia zmienia się w roślinie zarówno ilość endogennych giberelin, jak i ich rodzaj. Retardanty mogą hamować indukcję kwitnienia poprzez obniżenie poziomu giberelin i ograniczenie ich metabolizmu. W warunkach niesprzyjającego fotoperiodu nie dochodzi do biosyntezy giberelin i rośliny dnia długiego nie zakwitają, a rośliny dnia krótkiego pozostają w stanie rozety. W przypadku indukcji kwitnienia u poszczególnych gatunków roślin musi zadziałać określona giberelina, w określonym stężeniu. Rośliny dnia długiego wykazują istotną zależność od giberelin o szkielecie dziewiętnastowęglowym z grupą hydroksylową przy atomie węgla dwunastym, trzynastym i piętnastym. Również czas i miejsce stosowania gibereliny może mieć znaczenie dla indukcji kwitnienia. W przypadku roślin dnia krótkiego, GA1 podana przed indukcją stymuluje kwitnienie, ale zastosowana tuż po indukcji działa hamująco. Szczególną cechą giberelin indukujących kwitnienie roślin, jest ich minimalny efekt na wydłużanie się pędów. Gibereliny bardzo skuteczne w pobudzaniu wzrostu wydłużeniowego muszą być stosowane w bardzo wysokich dawkach, aby wywołać kwitnienie. Wśród wielu giberelin obecnych w roślinie tylko jedna, nazywana „efektorem” jest aktywna w danym procesie. Pozostałe gibereliny to najczęściej nieaktywne ogniwa w łańcuchu biosyntezy lub produkty unieczynnienia efektora. Przykładem efektora stymulacji kwitnienia u jabłoni jest GA4. Równocześnie obecne w jabłoni gibereliny GA3, GA19, GA20, GA53 są wcześniejszymi ogniwami w biosyntezie GA4, a gibereliny GA7 i GA9 są produktami degradacji aktywnej gibereliny GA4.

## Formy występowania giberelin
Znane są trzy chemicznie różne formy występowanie giberelin w roślinach. Są to:
- wolne związki (ekstrahowane najczęściej alkoholem i octanem etylu);
- kompleksy typu glikozydów lub estrów glikozydowych;
- gibereliny związane z białkiem (rozpuszczalne w wodzie i ekstrahowane butanolem).

Rola giberelin związanych w kompleksach typu glikozydów lub estrów glikozydowych nie jest do końca wyjaśniona. Wyższa polarność giberelin połączonych z cukrami może umożliwiać magazynowanie tych związków w wakuoli. Jedną z funkcji glikozydów i estrów zawierających gibereliny jest udział tych związków w transporcie giberelin w tkankach przewodzących. Możliwe jest także, iż związane formy gibereliny ułatwiają transport między przedziałami komórki oraz przemieszczanie giberelin przez ścianę komórkową. Zapewne związane z cukrem gibereliny stanowią także formę zapasową. Kompleksy typu glikozydów mogą być rozkładane podczas kiełkowania i mogą być źródłem giberelin jeszcze przed syntezą de novo giberelin. Jednak nie wszystkie związki giberelin z cukrami są biologicznie aktywne. Związki biologicznie nieaktywne mogą brać udział w procesach katabolicznych prowadzących do rozkładu giberelin i być jednocześnie pierwszym ogniwem dezaktywacji giberelin. Łatwość powstawania kompleksów giberelina-cukier oraz łatwość jego hydrolizy może umożliwiać regulację puli wolnych giberelin. Przechodzenie form związanych w wolne gibereliny i odwrotnie obserwowano np. u siewek kukurydzy.
Wykazano występowanie giberelin w połączeniu z białkami cytozolu hypokotyla ogórka i grochu. Wyizolowano także z jądra komórkowego siewek fasoli białka o masie 80–100 kDa. Dodanie tych białek do preparatu jądrowego zwiększało około dwukrotnie aktywność transkrypcyjną. Białka łączące się z gibereliną w tych przypadkach mają prawdopodobnie charakter receptora.

## Odkrycie giberelin
Pierwszy raz odkryto gibereliny w Japonii. Wyizolowano je z grzyba Gibberella fujikuroi. Grzyb ten infekował ryż na tamtejszych plantacjach. Siewki tej rośliny zarażone grzybem zaczynały charakteryzować się gwałtownym i nadmiernym wzrostem. Od wyizolowania w latach 1935–1938 (przez Yabuto i Sumiki) z pożywki, na której rósł grzyb Fusarium moniliforme syn. Gibberella fujikuroi, związków biologicznie czynnych w postaci krystalicznej, nazwanych giberelinami, stale otrzymywane są kolejne związki należące do tej grupy. Obecnie znanych jest już ponad 100 związków określanych wspólną nazwą „gibereliny”.